# 坊屋三郎
坊屋 三郎（ぼうや さぶろう、本名：柴田 俊英、1910年〈明治43年〉3月28日 - 2002年〈平成14年〉5月25日）は、日本の芸人、俳優。北海道夕張市出身。

## 来歴・人物
出生時の氏名は石川博、生後数ヶ月で実相寺へ養子に出され、柴田俊英と改名。私立北海中学校に入学し、弓道部に所属した。日本大学専門部宗教科に進学するも、専門部芸術学科（現在の日本大学藝術学部の前身）に転科して声楽を学ぶ。
吉本興業（東京吉本）に入り、1937年に弟の芝利英・川田義雄（第二期は山茶花究）・益田喜頓（北海中学の同級生）とボーイズ演芸のあきれたぼういずを結成。1939年、新興キネマ演芸部に高額報酬を条件に引き抜かれ、吉本子飼いの芸人であった川田を除く3人で移籍した。同年東宝の「ロッパの大久保彦左衛門」で銀幕デビュー。あきれたぼういずの一員として戦前は一世を風靡する人気を得た。

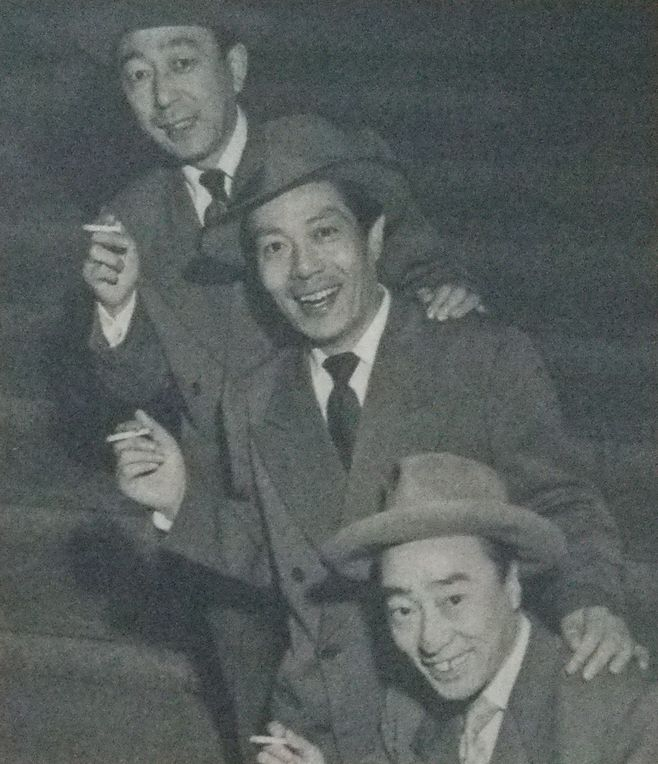
あきれたぼういず時代（1950年・下）

戦後にグループを再結成するが1951年に解散し、以降は舞台・映画で活躍。日本映画黄金時代とされる1950年代にプログラムピクチャーとして多作された喜劇映画を中心に多数出演した。
1954年、ディズニーアニメーション『ダンボ』が初めて日本語吹き替え版を製作することとなり、声優（ティモシー役）を務めた。
1958年に日本テレビで放送されたテレビ番組『ディズニーランド』で、ドナルドダック役を演じた、初代ドナルドダックの吹き替え声優である。のちに降板し、後任は2代目に藤岡琢也、3代目に肝付兼太へと引き継がれた。
1974年には松下電器（現在：パナソニック）「クイントリックス」のテレビCMでの外国人との掛け合いセリフ「クィントリックス!! 英語でやってごらんよ。あんた外人だろ、発音悪いね」が流行語になった。これがきっかけとなって、松下電器から家電製品一式がプレゼントされた。1980年代以降は、大林宣彦映画の常連としても知られた。後にボーイズ・バラエティ協会会長を務めた。晩年は長寿を逆手に取って「まだ生きてます。」という挨拶をツカミにしていた。
2002年5月24日に自宅近くのバス停で倒れ、救急車で東京世田谷区の病院に運ばれたが、5月25日に心不全のため死去。享年92。戒名は大演俊彦居士（だいえんしゅんげんこじ）。

## 後任
坊屋の死後、持ち役を引き継いだ人物は以下の通り。
- 千田光男 （『お熱いのがお好き』：オズグッド・フィールディング3世 役 ※WOWOW版追加部分のみ）

## 主な出演作品

### 映画
- 淀川長治物語神戸篇 サイナラ（2000年）
- 麗猫伝説 劇場版（1998年）
- 「あした」（1995年）
- 女ざかり（1994年）
- 彼女が結婚しない理由（1992年）
- 日本殉情伝 おかしなふたり ものくるほしきひとびとの群（1988年）
- 野ゆき山ゆき海べゆき（1986年）
- アニメちゃん（1984年）
- サチコの幸（1976年）
- 続・愛と誠（1975年）
- まむしと青大将（1975年）
- 襟裳岬（1975年）
- お姐ちゃんお手やわらかに（1975年）
- ずべ公番長 夢は夜ひらく（1970年）
- でっかいでっかい野郎（1969年）
- 大日本ハッタリ伝（1965年）
- コレラの城（1964年）
- 銀座の次郎長 天下の一大事（1963年）
- 裸体（1962年）
- ポンコツおやじ（1962年）
- 私は嘘は申しません（1961年）
- 底抜け三平 危険大歓迎（1961年）
- カミナリお転婆娘（1961年）
- 銀座ジャングル娘（1961年）
- 白い雲と少女（1961年）
- 天に代わりて不義を討つ（1961年）
- 人間の条件 完結篇（1961年）
- 凸凹珍道中（1960年）
- 若社長と爆発娘（1960年）
- 金語楼の海軍大将（1959年）
- おヤエの女中と幽霊（1959年）
- おヤエのもぐり医者（1959年）
- 大笑い江戸っ子祭（1959年）
- 金語楼の三等兵（1959年）
- おヤエの女中と幽霊（1959年）
- 阿波狸変化騒動（1958年）
- アンコール・ワット物語 美しき哀愁（1958年）
- 忠臣蔵（1958年）
- 新日本珍道中（西日本の巻）（1958年）
- 坊ぼん罷り通る（1958年）
- 新日本珍道中（東日本の巻）（1958年）
- 日米花嫁花婿入替取替合戦（1957年）
- ひばりの三役 競艶雪之丞変化（前後篇）（1957年）
- 角帽と女子大三人娘（1957年）
- 修羅八荒（1957年）
- 新妻の実力行使（1957年）
- 坊ちゃんの特ダネ記者（1957年）
- 体当り殺人狂時代（1957年）
- 海の三等兵（1957年）
- ドライ夫人と亭主関白（1957年）
- 坊ちゃんの主将（1957年）
- 女大学野球狂時代（1956年）
- 妖雲里見快挙伝・前後篇（1956年）
- はりきり社長（1956年）
- 坊ちゃんの逆襲（1956年）
- 日輪太郎（二部作）（1956年）
- 社長三等兵（1956年）
- 駈出し社員とチャッチャ娘（1956年）
- 夜間中学（1956年）
- 金語楼の天晴れ運転手物語（1956年）
- 鉄血の魂（1956年）
- のんき裁判（1955年）
- 若人のうたごえ（1955年）
- 血槍富士（1955年）
- 森繁の新入社員（1955年）
- 右門捕物帖 献上博多人形（1955年）
- 青竜街の狼（1955年）
- 石松と女石松（1955年）
- 森繁のデマカセ紳士（1955年）
- 恋天狗（1955年）
- ウッカリ夫人とチャッカリ夫人 やりくり算段の巻（1954年）
- お坊主天狗 前篇（1954年）
- 学生五人男シリーズ・第二部 迷探偵出動（1954年）
- 学生五人男シリーズ・第一部 幽霊軍隊（1954年）
- お坊主天狗 後篇（1954年）
- 血ざくら判官（1954年）
- 水戸黄門漫遊記（1954）
- 殴り込み二十八人衆（1954年）
- 続南国太平記 薩南の嵐（1954年）
- 真田十勇士（1954年）
- 岩見重太郎 決戦天の橋立（1954年）
- 旗本退屈男 謎の怪人屋敷（1954年）
- べらんめえ獅子（1954年）
- 旗本退屈男 どくろ屋敷（1954年）
- とんち教室（1954年）
- 重盛君上京す（1954年）
- 続水戸黄門漫遊記 副将軍初上り（1954年）
- 鳴門秘帖 後篇（1954年）
- 鳴門秘帖 前篇（1954年）
- アチャコ青春手帳第四話 めでたく結婚の巻（1953年）
- 亭主の祭典（1953年）
- すっ飛び千両旅（1953年）
- 青空大名（1953年）
- 親馬鹿花合戦（1953年）
- 大菩薩峠 第三部（1953年）
- 忍術罷り通る（1953年）
- 風流活殺剣（1952年）
- 飛びっちょ判官（1952年）
- 喧嘩安兵衞（1952年）
- 恋の捕縄（1952年）
- 腰抜け巌流島（1952年）
- 清水港は鬼より怖い（1952年）
- 大当り黄金狂時代（1952年）
- 続・チャッカリ夫人とウッカリ夫人（1952年）
- エンタツ ちょび髭漫遊記（1952年）
- 花吹雪男祭り（1952年）
- ひよどり草紙（1952年）
- 風雲児（1951年）
- エノケンの石川五右衛門（1951年）
- 頓珍漢桃色騒動（1950年）
- エノケンの天一坊（1950年）
- オオ・細君三日天下（1950年）
- 結婚狂時代（1949年）
- お染久松（1949年）
- 歌うまぼろし御殿（1949年）
- 誰がために金はある（1948年）
- 唄まつり百万両（1948年）
- 春爛漫狸祭（1948年）
- 親馬鹿大将（1948年）
- 社長と女店員（1948年）
- 聟入り豪華船（1947年）
- おスミの持参金（1947年）
- 見たり聞いたりためしたり（1947年）
- 満月城の歌合戦（1946年）
- 弥次喜多怪談道中（1940年）
- 弥次喜多 大陸道中（1939年）
- 珍版（ロッパの）大久保彦左衛門（1939年）

### テレビドラマ
- 渥美清の泣いてたまるか （1966年 - 1968年、TBS）
- 快獣ブースカ 第26話「チャメゴン誕生」（1967年、日本テレビ）：トッタ先生
- プレイガールシリーズ　（東京12チャンネル）
  - プレイガール
    - 　第27話「悪魔よ女の目を覚ませ」 (1969年)　
    - 　第56話「女が骨までしゃぶるとき」 (1970年)：婆さん
    - 　第115話「朝ぼらけの情事」 (1971年)：きん
    - 　第121話「夢を追う殺し屋」 (1971年)：ぎん
    - 　第132話「欲望という名の欠陥車」 (1971年)：婆さんギャング
    - 　第164話「温泉風俗巡査」 (1972年)

  - プレイガールQ 第10話「おんな風呂殺人事件」 (1974年)：野崎巡査
- 気になる嫁さん （1971年 - 1972年、日本テレビ）
- 緊急指令10-4・10-10 第4話「人喰いカビ」（1972年、NET）：老巡査
- パパと呼ばないで （1973年、日本テレビ）：アパートの管理人
- 八州犯科帳（1974年、フジテレビ）：孫十
- 水もれ甲介 （1974年、日本テレビ）：管理人
- 時間ですよ・昭和元年 （1974年 - 1975年、TBS）
- 非情のライセンス 第2シリーズ 第14話「兇悪のロマン」（1975年、NET）
- ナショナルゴールデン劇場 七色とんがらし （1976年、NET）：勇次
- ウルトラマン80 第1話 - 第10話・第12話（1980年、TBS）：校長
- 意地悪ばあさん 第20話「今日は私の誕生日の巻」（1982年、フジテレビ）：魚政の六平
- 恋料理カレンダー（1991年4月 - 6月、CBC）
- NHK特集「THE DAY その日〜1995年・日本」 第4話「旅路〜あなたの老後をだれがみる〜」（1985年、NHK総合）
- 裸の大将放浪記（関西テレビ）

### 吹き替え
- ディズニーランド（日本テレビ）：ドナルドダック〈初代〉
- 海底大戦争スティングレイ 沈没船の怪人（フジテレビ）：パラスティカ

### ラジオ
- 歌謡大行進（1975年10月 - 1976年3月、文化放送）：和田アキ子と共演

### CM
- 松下電器「クイントリックス」・・・・・・・外国人との掛け合い。外国人が「クィントリックス」と発音するが、坊屋が「英語で言ってごらんよ。外人だろ?アンタ」と突っ込む。松下電器から掛け時計と家電製品一式を贈られている。
- ダイニチ 純あまちゃづる茶（1980年代前半）
- 大日本除虫菊 金鳥マット（1986年、掛布雅之、曾我廼家五郎八、加藤嘉と共演）
- 劇団東俳（1995年）

### その他
- ピノキオ（1971年、キングレコード） - きつね

## 音楽作品
「あきれたぼういず」名義を除く。全作品シングルレコードで発売。
- おしっこしたくなっちゃった（1974年、日本コロムビア AA-92）- 作詞：坊屋三郎、作曲・編曲：竹田喬
  - B面：坊屋三郎の“秋田音頭”
- マジメおやじのセレナーデ（1975年、フィリップス FS-1827）
  - B面：坊屋のかぞえ唄
- もちもち音頭（1976年、テイチク RS-16）- 作詞・作曲：坊屋三郎、編曲：丸山雅仁
  - B面：オー!もちソング